# Slovenj Gradec városi község
Slovenj Gradec városi község (szlovén nyelven Mestna Občina Slovenj Gradec) Szlovénia 212 alapfokú közigazgatási egységének, azaz községének egyike a Koroška statisztikai régióban. Szlovénia 12 városi községe közül a legkisebb. Adminisztratív központja Slovenj Gradec város. Területe a történelmi szlovén Sájerország (Štajersko) régióhoz tartozott.

## A községhez tartozó települések

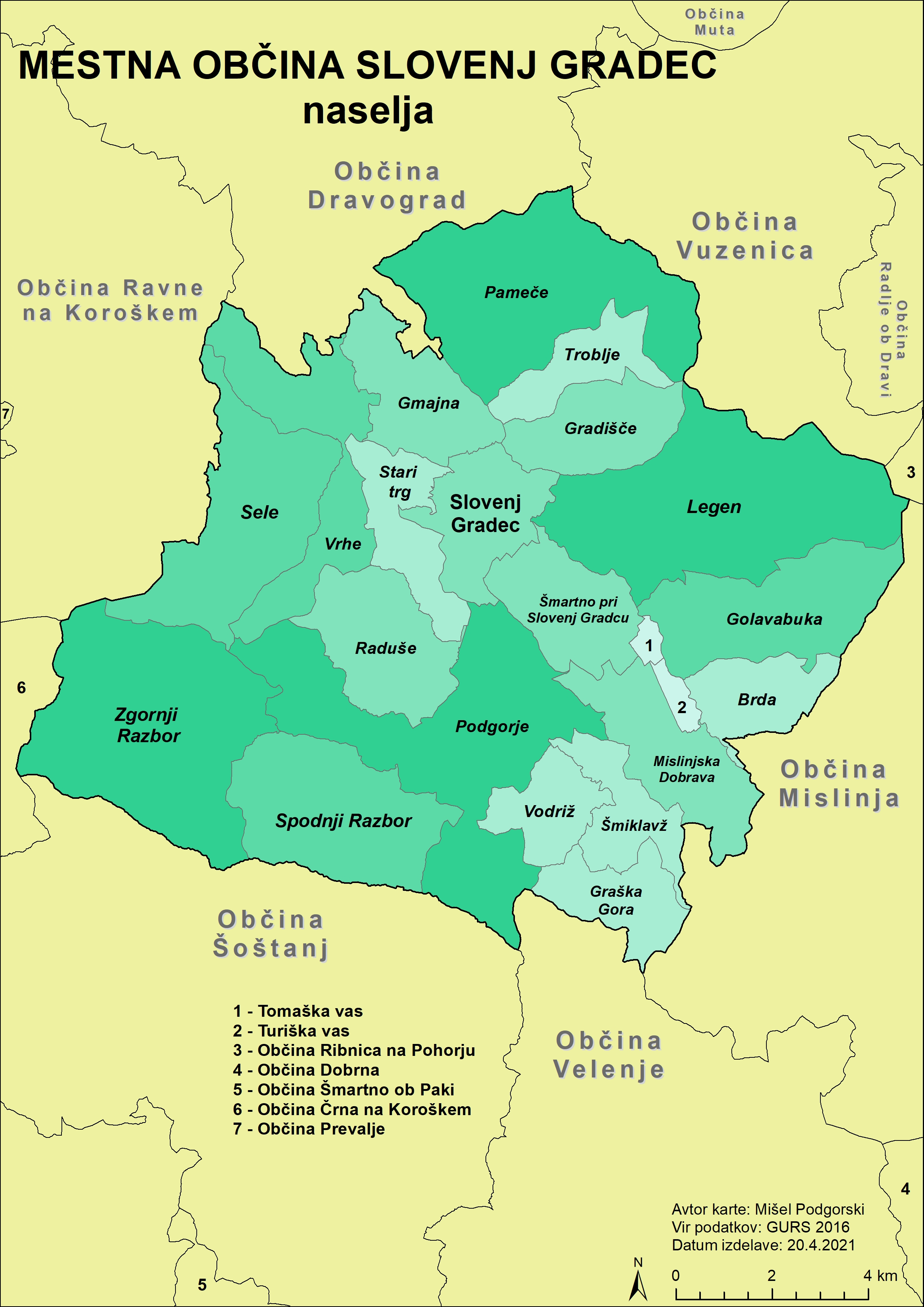
A község falvai

A községhez Slovenj Gradec székhelyen kívül a következő települések tartoznak:
- Brda
- Gmajna
- Golavabuka
- Gradišče
- Graška Gora
- Legen
- Mislinjska Dobrava
- Pameče
- Podgorje
- Raduše
- Sele
- Šmartno pri Slovenj Gradcu
- Šmiklavž
- Spodnji Razbor
- Stari Trg
- Tomaška Vas
- Troblje
- Turiška Vas
- Vodriž
- Vrhe
- Zgornji Razbor

## Népesség
| Lakosok száma | 16 678 | 16 787 | 16 893 | 16 828 | 16 947 | 16 758 | 16 686 | 16 593 | 16 599 | 16 609 |
|               | 2008   | 2009   | 2011   | 2012   | 2013   | 2015   | 2016   | 2017   | 2019   | 2020   |